# Czeriemuchi
Czeriemuchi (ros. Черемухи) – osiedle w Rosji, w obwodzie rostowskim, w rejonie martynowskim. W 2021 liczyło 663 mieszkańców.